# Cartum (estado)
Cartum (al-Khartum em árabe) é um estado do Sudão. Tem uma área de 22 142 km² e uma população de aproximadamente 5 274 321 habitantes (censo 2008). A cidade de Cartum é a capital do estado homónimo e também do Sudão.
De acordo com o censo de 2008, dos 5 274 321 habitantes do estado, 2 800 024 (53,9%) são homens e 2 474 297 são mulheres (46,1%). A população urbana do estado é de 4 272 728 (81%) e a rural de 1 001 593 habitantes (19%).
O estado de Cartum abriga as três maiores cidades do Sudão, Cartum, Cartum do Norte e Ondurmã, que juntas formam a Grande Cartum, um aglomerado urbano de 4 272 728 habitantes (censo de 2008) que abrange 100% da população urbana do estado e 81% da população total do estado.

## Distritos
O estado de Cartum tem sete distritos:
| \| Nº \| Distrito \| nome em árabe \| população (2008[2]) \| \| -- \| --------------- \| ------------- \| ------------------- \| \| 1 \| Cartum \| Alkhartoum \| 639 598 \| \| 2 \| Um Badda \| Ombaddaa \| 988 163 \| \| 3 \| Ondurmã \| Omdurmaan \| 513 088 \| \| 4 \| Karary \| Karari \| 714 079 \| \| 5 \| Cartum do Norte \| Bahri \| 608 817 \| \| 6 \| Sharg En Nile \| Shareq_Alneel \| 868 147 \| \| 7 \| Cartum do Sul \| Jabal_awliya \| 942 429 \| |                 |               |                  |
| Nº | Distrito        | nome em árabe | população (2008) |
| 1 | Cartum          | Alkhartoum    | 639 598          |
| 2 | Um Badda        | Ombaddaa      | 988 163          |
| 3 | Ondurmã         | Omdurmaan     | 513 088          |
| 4 | Karary          | Karari        | 714 079          |
| 5 | Cartum do Norte | Bahri         | 608 817          |
| 6 | Sharg En Nile   | Shareq_Alneel | 868 147          |
| 7 | Cartum do Sul   | Jabal_awliya  | 942 429          |